# Katie Ledecky
Kathleen Genevieve Ledecky (conocida como Katie Ledecky; Washington D. C., 17 de marzo de 1997) es una deportista estadounidense que compite en natación, especialista en el estilo libre. Es una de las nadadoras más laureadas de la historia: nueve veces campeona olímpica y veintitrés veces campeona mundial.

## Trayectoria
Participó en cuatro Juegos Olímpicos de Verano, obteniendo en total catorce medallas: oro en Londres 2012, en la prueba de 800 m libre, cinco en Río de Janeiro 2016, oro en 200 m libre, 400 m libre, 800 m libre y 4 × 100 m libre y plata en 4 × 100 m libre; cuatro en Tokio 2020, oro en 800 m libre y 1500 m libre y plata en 400 m libre y 4 × 200 m libre, y cuatro en París 2024, oro en 800 m libre y 1500 m libre, plata en 4 × 200 m libre y bronce en (400 m libre).
Ganó treinta medallas en el Campeonato Mundial de Natación entre los años 2013 y 2025, y diez medallas en el Campeonato Pan-Pacífico de Natación, en los años 2014 y 2018. Además, obtuvo doce medallas de oro en el Campeonato de Natación de Estados Unidos.
Estableció nuevos récords mundiales en piscina larga de los 400 m libre (3:56,46 en 2016), de los 800 m libre (8:04,12 en 2025) y de los 1500 m libre (15:20,48 en 2018). En piscina corta batió las plusmarcas mundiales de los 800 m libre (7:57,42 en 2022) y de los 1500 m libre (15:08,24 en 2022).
Fue nombrada «Atleta del Año» por World Aquatics en 2013 y 2022, «Nadadora del año» por Swimming World en cinco ocasiones: 2013, 2014, 2015, 2016 y 2018 y «Nadadora Estadounidense del Año» por USA Swimming en ocho ocasiones: 2013-2018, 2021 y 2022. En 2024 fue condecorada con la Medalla Presidencial de la Libertad.
Estudió el grado de Psicología en la Universidad Stanford. Es sobrina de Jon Ledecky, dueño de los New York Islanders de la NHL.

## Palmarés internacional
| Juegos Olímpicos        | Juegos Olímpicos        | Juegos Olímpicos  | Juegos Olímpicos |
| Año                     | Lugar                   | Medalla           | Prueba           |
| ----------------------- | ----------------------- | ----------------- | ---------------- |
| 2012                    | Londres (Reino Unido)   | Medalla de oro    | 800 m libre      |
| 2016                    | Río de Janeiro (Brasil) | Medalla de oro    | 200 m libre      |
| 2016                    | Río de Janeiro (Brasil) | Medalla de oro    | 400 m libre      |
| 2016                    | Río de Janeiro (Brasil) | Medalla de oro    | 800 m libre      |
| 2016                    | Río de Janeiro (Brasil) | Medalla de oro    | 4 × 200 m libre  |
| 2016                    | Río de Janeiro (Brasil) | Medalla de plata  | 4 × 100 m libre  |
| 2020                    | Tokio (Japón)           | Medalla de oro    | 800 m libre      |
| 2020                    | Tokio (Japón)           | Medalla de oro    | 1500 m libre     |
| 2020                    | Tokio (Japón)           | Medalla de plata  | 400 m libre      |
| 2020                    | Tokio (Japón)           | Medalla de plata  | 4 × 200 m libre  |
| 2024                    | París (Francia)         | Medalla de oro    | 800 m libre      |
| 2024                    | París (Francia)         | Medalla de oro    | 1500 m libre     |
| 2024                    | París (Francia)         | Medalla de plata  | 4 × 200 m libre  |
| 2024                    | París (Francia)         | Medalla de bronce | 400 m libre      |
| Campeonato Mundial      |                         |                   |                  |
| Año                     | Lugar                   | Medalla           | Prueba           |
| 2013                    | Barcelona (España)      | Medalla de oro    | 400 m libre      |
| 2013                    | Barcelona (España)      | Medalla de oro    | 800 m libre      |
| 2013                    | Barcelona (España)      | Medalla de oro    | 1500 m libre     |
| 2013                    | Barcelona (España)      | Medalla de oro    | 4 × 200 m libre  |
| 2015                    | Kazán (Rusia)           | Medalla de oro    | 200 m libre      |
| 2015                    | Kazán (Rusia)           | Medalla de oro    | 400 m libre      |
| 2015                    | Kazán (Rusia)           | Medalla de oro    | 800 m libre      |
| 2015                    | Kazán (Rusia)           | Medalla de oro    | 1500 m libre     |
| 2015                    | Kazán (Rusia)           | Medalla de oro    | 4 × 200 m libre  |
| 2017                    | Budapest (Hungría)      | Medalla de oro    | 400 m libre      |
| 2017                    | Budapest (Hungría)      | Medalla de oro    | 800 m libre      |
| 2017                    | Budapest (Hungría)      | Medalla de oro    | 1500 m libre     |
| 2017                    | Budapest (Hungría)      | Medalla de oro    | 4 × 100 m libre  |
| 2017                    | Budapest (Hungría)      | Medalla de oro    | 4 × 200 m libre  |
| 2017                    | Budapest (Hungría)      | Medalla de plata  | 200 m libre      |
| 2019                    | Gwangju (Corea del Sur) | Medalla de oro    | 800 m libre      |
| 2019                    | Gwangju (Corea del Sur) | Medalla de plata  | 400 m libre      |
| 2019                    | Gwangju (Corea del Sur) | Medalla de plata  | 4 × 200 m libre  |
| 2022                    | Budapest (Hungría)      | Medalla de oro    | 400 m libre      |
| 2022                    | Budapest (Hungría)      | Medalla de oro    | 800 m libre      |
| 2022                    | Budapest (Hungría)      | Medalla de oro    | 1500 m libre     |
| 2022                    | Budapest (Hungría)      | Medalla de oro    | 4 × 200 m libre  |
| 2023                    | Fukuoka (Japón)         | Medalla de oro    | 800 m libre      |
| 2023                    | Fukuoka (Japón)         | Medalla de oro    | 1500 m libre     |
| 2023                    | Fukuoka (Japón)         | Medalla de plata  | 400 m libre      |
| 2023                    | Fukuoka (Japón)         | Medalla de plata  | 4 × 200 m libre  |
| 2025                    | Singapur (Singapur)     | Medalla de oro    | 800 m libre      |
| 2025                    | Singapur (Singapur)     | Medalla de oro    | 1500 m libre     |
| 2025                    | Singapur (Singapur)     | Medalla de plata  | 4 × 200 m libre  |
| 2025                    | Singapur (Singapur)     | Medalla de bronce | 400 m libre      |
| Campeonato Pan-Pacífico |                         |                   |                  |
| Año                     | Lugar                   | Medalla           | Prueba           |
| 2014                    | Gold Coast (Australia)  | Medalla de oro    | 200 m libre      |
| 2014                    | Gold Coast (Australia)  | Medalla de oro    | 400 m libre      |
| 2014                    | Gold Coast (Australia)  | Medalla de oro    | 800 m libre      |
| 2014                    | Gold Coast (Australia)  | Medalla de oro    | 1500 m libre     |
| 2014                    | Gold Coast (Australia)  | Medalla de oro    | 4 × 200 m libre  |
| 2018                    | Tokio (Japón)           | Medalla de oro    | 400 m libre      |
| 2018                    | Tokio (Japón)           | Medalla de oro    | 800 m libre      |
| 2018                    | Tokio (Japón)           | Medalla de oro    | 1500 m libre     |
| 2018                    | Tokio (Japón)           | Medalla de plata  | 4 × 200 m libre  |
| 2018                    | Tokio (Japón)           | Medalla de bronce | 200 m libre      |